# Iporã do Oeste
Iporã do Oeste est une ville brésilienne de l'ouest de l'État de Santa Catarina.

## Généralités
L'eau qualité de l'eau que le premier colons trouvèrent dans la région, au milieu des forêts de pins, a donné son nom à la municipalité. En tupi-guarani, iporã signifie « bonne eau ».

## Géographie
Iporã do Oeste se situe par une latitude de 26° 59′ 18″ sud et par une longitude de 53° 32′ 07″ ouest, à une altitude de 557 mètres. Sa population était de 8 413 habitants au recensement de 2010. La municipalité s'étend sur 202 km2.
Elle fait partie de la microrégion de São Miguel do Oeste, dans la mésorégion Ouest de Santa Catarina.

## Histoire
Le peuplement de la région d'Iporã do Oeste commence en 1926. La localité s'appelle alors Vila Pinhal. Les premiers colons sont des immigrants allemands et italiens, attirés par l'abondance de pins et la qualité de l'eau. Un an auparavant, la « colonne Prestes », dirigée par le dirigeant communiste Luís Carlos Prestes est passée par la région. Le 13 novembre 1953, Pinhal devient district de Mondai et prend le nom d'Iporã. En 1988, la ville devient une municipalité indépendante et décide de conserver son nom par référendum.

## Économie
Les principales activités de la municipalité sont l'agriculture et l'élevage, notamment l'agriculture familiale. On y cultive le tabac, le soja, le haricot, le riz, le manioc, le yerba maté et les citrons. L'élevage concerne principalement les porcs, les volailles, les poissons, les abeilles et les vaches.

## Villes voisines
Iporã do Oeste est voisine des municipalités (municípios) suivantes :
- Descanso
- Mondaí
- Riqueza
- Santa Helena
- São João do Oeste
- Tunápolis